# 七氯丙烷
七氯丙烷，化学式C
3HCl
7，摩尔质量：285.21 g/mol，可能指以下两种之一：
- 1,1,1,2,3,3,3-七氯丙烷，CAS号：3849-33-0
- 1,1,1,2,2,3,3-七氯丙烷，CAS号：594-89-8